# Auxanommatidia variegata
Auxanommatidia variegata är en tvåvingeart som beskrevs av Borgmeier 1971. Auxanommatidia variegata ingår i släktet Auxanommatidia och familjen puckelflugor. Inga underarter finns listade i Catalogue of Life.